# Achille Zavatta
« Zavatta » redirige ici. Pour les autres significations, voir Zavatta (homonymie).
Achille Zavatta, né le 6 mai 1915 à La Goulette (Tunisie) est mort le 16 novembre 1993 à Ouzouer-des-Champs (Loiret), est un artiste de cirque français, principalement clown dans le rôle de l'Auguste, mais pratiquant aussi l'acrobatie, le trapèze, les exercices équestres, le domptage et la musique (trompette, saxophone et tambour).
Aux côtés de différents partenaires, notamment le clown blanc Alex, il a été un des clowns les plus célèbres du XXe siècle, au même titre que Grock ou Oleg Popov.

## Famille

### Origines familiales
Fils de Frederico Demetrio Zavatta (1877-1953) et d'Emma Tholomet (Emma di Tommelleri), tous deux artistes de cirque, Alfonso Alessandro Zavatta, connu sous le nom d'Achille Zavatta, est issu d'une famille de forains italiens.
La lignée remonte à un Vénitien de la région de Vérone, Domenico Zavatta (1794-1857), dont le fils Giovanni (1822-1899) fonde le Circo Zavatta en 1844. Frederico est le fils de Pietro (1850-1940), fils de Giovanni.
Frederico Zavatta prend part à des tournées en Autriche-Hongrie, en Allemagne et dans les Balkans. À la tête de sa propre troupe, le Circo equestre, il tourne en Italie à partir de 1903, puis part pour la Tunisie, alors protectorat français, en 1913. Il est appelé sous les drapeaux en 1915, lorsque l'Italie entre en guerre, ainsi que ses fils aînés Riccardo (dit « Michel ») et Luigi (« Tonino »), tandis qu'Emma reste en Tunisie. Le frère aîné de Frederico, Oreste (1870-1944) et son fils Emilio (1916-1986) sont aussi artistes de cirque.
Après la guerre, Frederico reprend le cirque en Tunisie, puis en Algérie à partir de 1921, avec ses enfants plus jeunes : Isolina (1902-ca 1990), Rodolfo dit « Rolf » (1906-1998), voltigeur puis clown, Eleonora (« Titine ») et Alfonso. Il part pour le Maroc vers 1925 et vient en France en 1927.

### Mariages et descendance
- Le 15 novembre 1934, à Saint-Hilaire-du-Harcouët, Achille Zavatta épouse Julia Moore (1908-1988)[3], une acrobate rencontrée au cirque Alfred-Court, où il a été recruté en 1932. Elle  est issue d'une famille exploitant un cirque, le cirque Figuier. Ils divorcent le 9 juin 1955[4].

Ils ont eu trois enfants : Lydia (1938), William (1940), Willie (1943) et trois petits-enfants : Sébastien Zavatta, fils de Lydia ; Warren Zavatta, fils de Willie, comédien, qui a créé un spectacle sur son enfance et sa difficile relation avec son grand-père, en étant bien peu proche de sa famille[pas clair] ; Stéphane Zavatta, aussi fils de Willie.
- En 1957 il épouse en secondes noces Monique Revenas, dite Mona Sylvi[5], actrice, qui joue à ses côtés dans le film Du sang sous le chapiteau.

Enfant : Éric né en 1969.
- En 1974, il épouse en troisièmes noces Annick Trétout (1946-)[6], juriste, sœur de son ami Alain Trétout, pilote de chasse et pilote d'essai.

Enfant : Franck (1975).

## Biographie

### Débuts
Il débute à l'âge de trois ans dans le cirque familial, où, avec sa sœur et un de ses frères, il crée un numéro de jockeys, le Trio Zavatta.
Il accède à la célébrité dans les années 1930 avec un numéro de clown et des pantomimes (La Perle du Bengale, mise en scène par Géo Sandry). À partir de 1936, il se produit au Cirque d'Hiver  de Paris. En tant que clown, il adopte  le rôle de l'Auguste qui est sa marque de fabrique : nez rouge, chapeau et fleurs arrogantes.

### Carrière dans le monde du cirque
De 1947 à 1951, il dirige un grand chapiteau, le Bostok Circus puis le Zoo Circus.
En 1953, Achille Zavatta tourne sous l'enseigne du Super Circus, avec un spectacle auquel participe Tino Rossi.
De 1959 à 1966, il apparaît plus de deux cents fois dans l'émission télévisée La Piste aux étoiles du mercredi soir.
En 1960, il est la vedette du Cirque français envoyé en tournée en Russie par le producteur Lumbroso.
En 1962, il assure l'entracte du Grand Prix Eurovision de la chanson européenne organisé à Luxembourg.
En 1967, il est la vedette du cirque Grüss-Jeannet (Alexis Grüss Sr, André Grüss et Lucien Jeannet) qui prend cette année-là le nom de Circorama Achille Zavatta. L'année suivante, il continue à prêter son talent au nouveau programme des Grüss-Jeannet sous l'enseigne du cirque Jean Richard.
Entre 1969 et 1971, il participe à la tournée estivale des plages françaises et belges du cirque Spirou de Jean Nohain et Gilbert Richard (1959-1973). De 1971 à 1973, ce sont les enfants d'Achille Zavatta qui reprennent la gestion de ce cirque. Le spectacle est présenté tous les soirs par Jean Nohain. Des vedettes de la télévision y montent sur la scène au cours de différentes tournées : Bernard Haller, Les Lionceaux, Mathé Altéry et Martine Havet entre autres. En septembre, après la fin de la saison estivale, le chapiteau et sa caravane font relâche à Sartrouville pour l'entretien du matériel sur un terrain diocésain, participant à la kermesse annuelle de la paroisse Notre-Dame-du-Val, le spectacle de la tournée étant présenté le samedi soir. Le cirque part ensuite en province pour être remisé à l'abri.

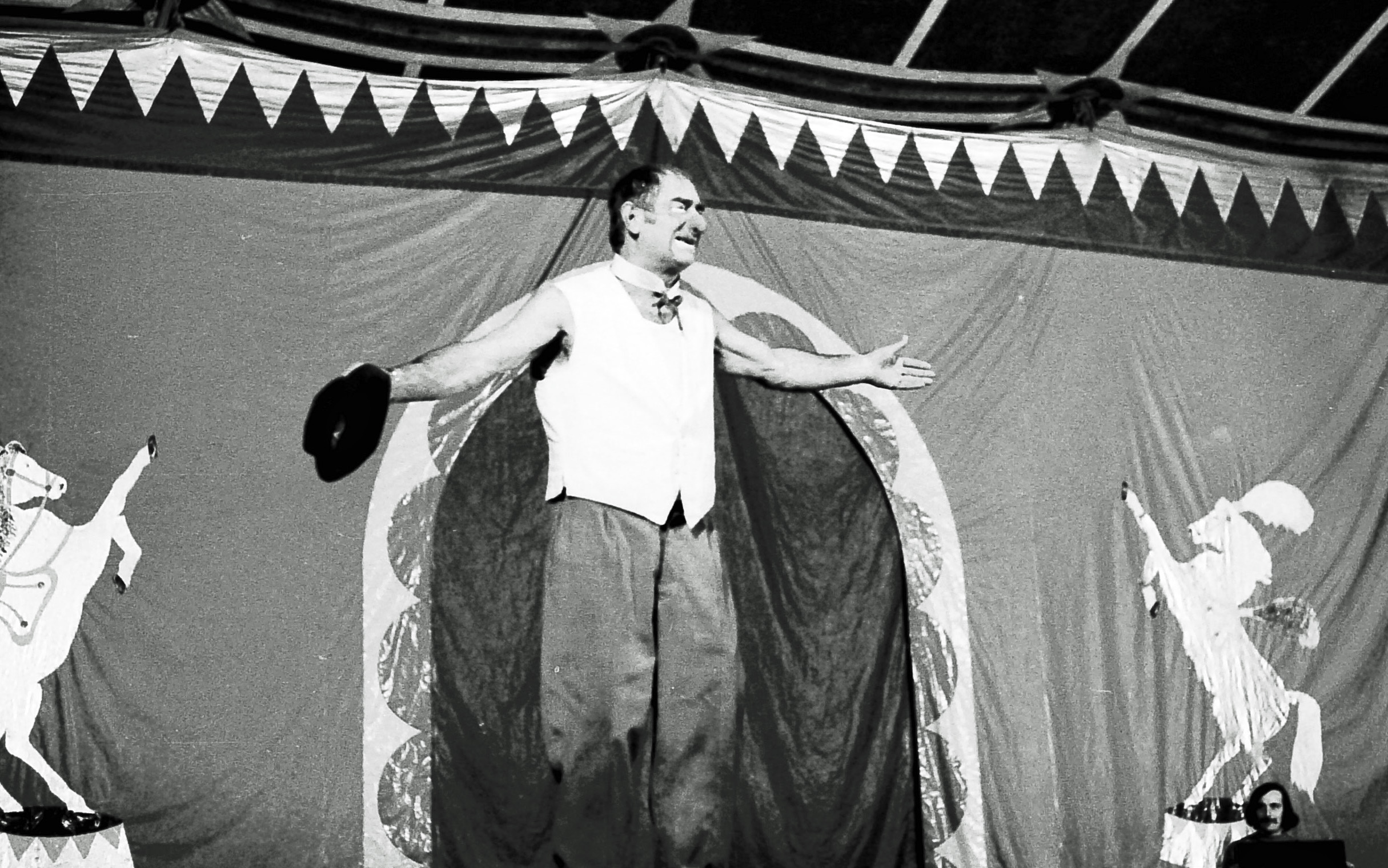
Achille Zavatta en représentation à Quimperlé (Finistère) en février 1980.

En 1972 et 1973, il effectue des tournées en France avec le cirque Pinder-Jean Richard puis en 1976/77 avec le cirque Amar.
En 1978, il crée son propre cirque traditionnel, le cirque Achille Zavatta, qui a un énorme succès à ses débuts, mais en 1985, Achille, âgé de 70 ans, doit abandonner la piste, ce qui entraîne un déclin irréversible de son cirque. Viva Zavatta! Viva Mexico! est son dernier grand spectacle, présenté à Paris en décembre 1990 et en tournée au début de 1991, jusqu'à sa faillite lors de la tournée d'été 1991. Il se résigne en 1992 à vendre son établissement à Bernard Mazelier, agent immobilier à Cahors, qui organise une tournée catastrophique durant l'été 1992 avant de faire faillite à son tour. La majeure partie des véhicules du convoi est alors rachetée fin 1993 par Gilbert Edelstein, PDG du cirque Pinder. La remorque de la caisse et la semi-remorque de la cuisine du cirque Zavatta rejoignent ainsi les convois du cirque Pinder, tandis que le chapiteau est remisé à Monnaie (Indre-et-Loire) où Pinder a alors ses quartiers d'hiver.
Ses enfants reprennent un moment la suite de leur père. Franck dirige le cirque Franck Zavatta en 1993-1994 ; Lydia monte un cirque à son nom de 1996 à 2000, William et Willie créent le cirque Zavatta Fils.
Aujourd'hui, de nombreux cirques tournent sous l'enseigne Zavatta avec un contrat de franchise conclu avec les membres de la famille Zavatta. Cependant, les procès se multiplient : depuis le décès d'Achille Zavatta, des entreprises de cirque utilisant l'enseigne Zavatta avec ou sans prénom et avec ou sans référence explicite à sa personne se sont multipliées. L'avocat de la famille est chargé de la chasse aux enseignes n'étant pas liées à la famille d'Achille Zavatta. Pour se protéger, les héritiers d'Achille ont déposé dix marques à l'Institut national de la propriété industrielle (Inpi).

### Autres activités
Il a également tourné dans quelques films, notamment La Jument Verte (1959) de Claude Autant-Lara, La Malédiction de Belphégor (1967) de Georges Combret, Visa pour l'enfer (1959), Un déjeuner d'amour (1953), Du sang sous le chapiteau (1957), La Grande Mafia (1971), Le Feu de Dieu (1966), Rien ne va plus (1964). Il joua aussi en 1961 dans le feuilleton télévisé Le Trésor des 13 maisons. Il participa également à des émissions radiodiffusées (notamment Les Beaux Jeudis).

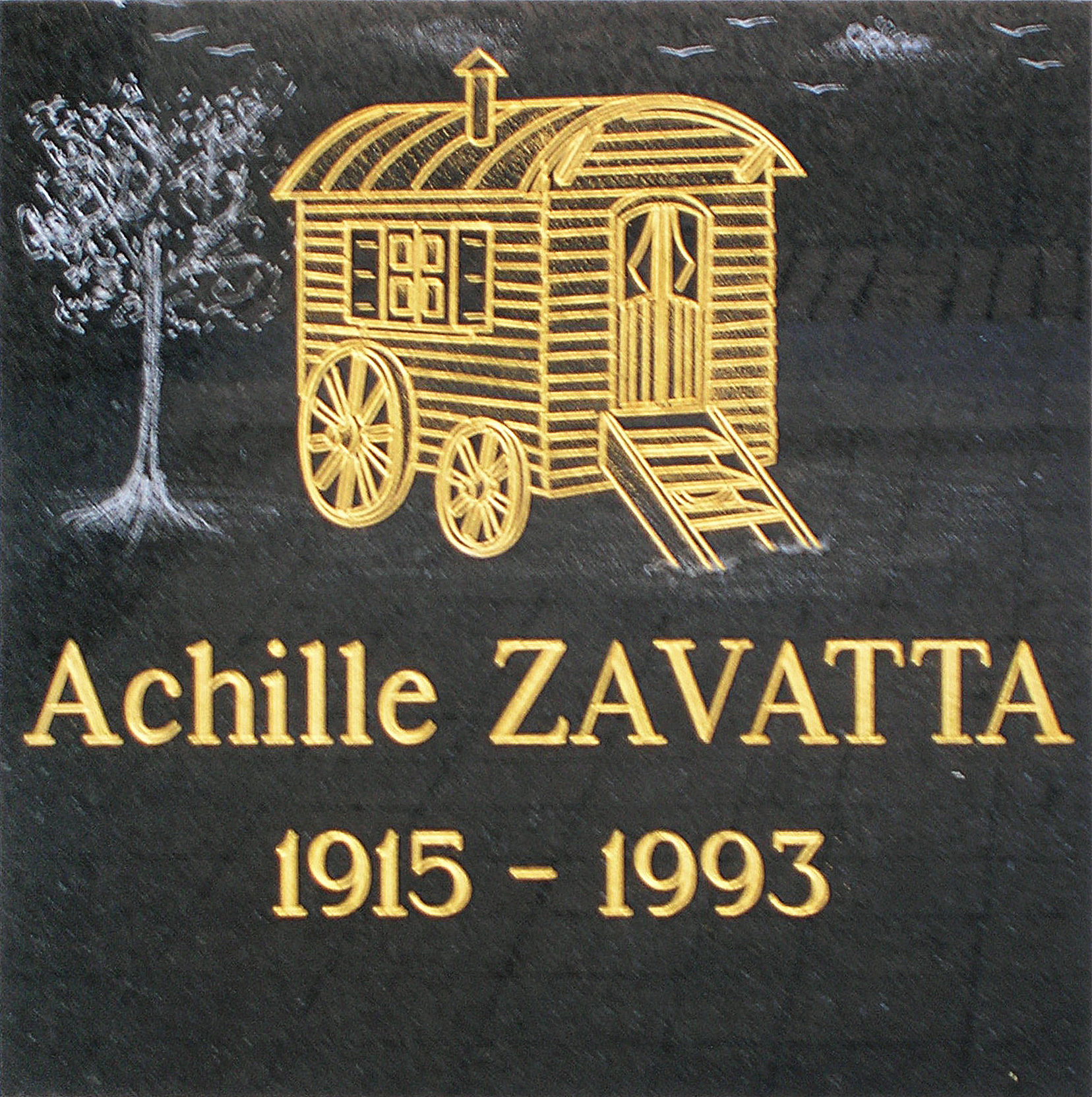
Plaque funéraire d'Achille Zavatta au cimetière du Père-Lachaise (division 87, columbarium).

Il est l'auteur de deux livres : 30 ans de Cirque (1954) et Viva Zavatta (1976).

### Mort
Atteint d'une maladie rénale, il est contraint à une vie de dialysé qu'il finit par ne plus supporter : il se suicide le 16 novembre 1993 à Ouzouer-des-Champs près de Montargis (Loiret).
Il repose au columbarium du cimetière du Père-Lachaise à Paris (case 1918).

## Filmographie
- 1950 : Au fil des ondes de Pierre Gautherin, dans le sketch Les Beaux Jeudis
- 1955 : Elena et les Hommes de Jean Renoir (apparition)
- 1956 : Du sang sous le chapiteau de Georges Péclet : Boniface
- 1956 : Trapèze de Carol Reed : lui-même
- 1959 : Visa pour l'enfer d'Alfred Rode : le gitan
- 1959 : La Jument verte de Claude Autant-Lara : Déodat, le facteur
- 1959 : Match contre la mort de Claude Bernard-Aubert : le clown
- 1961 : Le trésor des 13 maisons, série enfantine de Jean Bacqué : Christobal Cabourasse, l'éclusier
- 1961 : Tintin et le mystère de la toison d'or de Jean-Jacques Vierne : le facteur
- 1963 : Rien ne va plus de Jean Bacqué
- 1967 : Le Feu de Dieu de Georges Combret : Pierre
- 1967 : La Malédiction de Belphégor de Jean Maley et Georges Combret : Hubert
- 1968 : Les Dossiers de l'Agence O de Jean Saly (épisode Les Trois Bateaux de la calanque)
- 1971 : La Grande Maffia de Philippe Clair : le papa
- 1976 : Nick Verlaine ou Comment voler la tour Eiffel de Claude Boissol (épisode Soyez bons avec les animaux)

## Cirques Zavatta

### Cirques de la descendance d'Achille Zavatta
Ses enfants, William, Willie et Lydia Zavatta, assurèrent les dernières saisons du Cirque Spirou, fondé en 1960 par Jean Nohain, Gilbert Richard et Hugo Caplot, et qui effectua des tournées estivales sur les côtes de l’Atlantique et de la Manche, de 1971 jusqu’en 1973 inclus.
William, Willie et Lydia Zavatta poursuivirent ensuite l’aventure après le retrait du journal Spirou, successivement sous les enseignes de Grand Cirque des Vacances en 1974, Cirque Achille Zavatta en 1975, puis Cirque Zavatta - Fils à partir de 1976.
Après 1993, William Zavatta resta seul à la tête du cirque familial et il se rendit même avec ce dernier en Roumanie au cours de la saison 1998.
- Cirque Zavatta - Fils, auquel participaient William et Willie (fils d'Achille) Zavatta.
- Cirque Lydia Zavatta : En 1996, Lydia (fille d'Achille) Zavatta décide de remonter un cirque en mémoire de son père avec Sébastien Zavatta son fils présentateur, animateur, clown, Disc-Jockey, régisseur.
- Cirque Stéphane Zavatta (ou Cirque Stephan Zavatta), du nom du fils de Willie Zavatta et petit-fils d'Achille Zavatta. Depuis 2009, cet établissement tourne sous le nom de Maximum.
- Warren Zavatta connait le succès grâce à ses One Man Show.

### Différents cirques Zavatta
Populaire, le nom de famille Zavatta est devenu une enseigne vendeuse et trompeuse, trop souvent au détriment de la qualité[réf. nécessaire], adoptée par plusieurs autres familles de circassiens :
- Cirque Achille Zavatta direction Dubois
- Cirque Achille Zavatta direction Cagniac
- Cirque Achille Zavatta fils (anciennement Cirque A. Zavatta fils et Cirque Alain Zavatta) dirigé par la famille Cagniac (direction Arsène Cagniac).
- Cirque Anthony Zavatta de la famille Kerwich.
- Cirque Anthony Zavatta direction Lamblot
- Cirque Antonio Zavatta direction Dubois, devenu Cirque Zavatta (anciennement Cirque Francesco puis Francesco Zavatta)
- Cirque Céline Zavatta direction Caplot.
- Cirque Claudio Zavatta direction Prein.
- Cirque Éric Zavatta direction Gougeon.
- Cirque Franck Zavatta, dénommé ensuite Cirque Zavatta puis Cirque Claudio Zavatta, dirigé par la famille Prein.
- Cirque Luigi Zavatta direction Dassonneville.
- Cirque Lydia Zavatta de la famille Caplot.
- Cirque Nancy Zavatta, dirigé par la famille Reynier.
- Cirque Nicolas Zavatta direction Douchet
- Cirque Ricardo Zavatta de la famille Cornero.
- Cirque Sébastien Zavatta direction Douchet.
- Cirque Stéfan Zavatta direction Fricheteau
- Cirque Stéphane Zavatta direction Dassonneville.
- Cirque Warren Zavatta direction Dumas.
- Cirque William Zavatta direction Fleury
- Cirque Willie Zavatta fils dirigé par la famille Caplot.
- Nouveau Cirque Zavatta dirigé par la famille Falck (anciennement Amar).

### Témoignages et documents
- Achille Zavatta et Jacques Labib, Viva Zavatta. Souvenirs recuillis par Jacques Labib, Paris, Robert Laffont, coll. « Vécu », 1976, 351 p., 8 p. de pl. (SUDOC 04843972X).
- Achille Zavatta, Trente ans de cirque. Souvenirs et anecdotes, préface de Pierre Mac Orlan, éditions Sabedit, 1954, 157 p. , 25 illustrations. Rééditions, éditions Cartouche, 2008, 156 p. puis en poche, Arléa, 2009, 170 p.
- Lydia Zavatta, Achille Zavatta, Paris, Hachette-Carrère, 1994, 212 p. (+16 pages de planches)
- Catherine Zavatta (1954-2000) et René-Charles Plancke, Il était une fois les Zavatta, Dammarie-les-Lys, Éditions Amatteis, 1995
- Patrice Bouvier, Zavatta : le cirque d'Achille au quotidien, Paris, Contrejour, 1981, 64 p. (photographies)
- Rolph et Zavatta s'évadent (une aventure inédite de Placid et Muzo), Paris, Vaillant, supplément au n° 208, 1949 (bande dessinée, Notice SUDOC)

### Ressources
- Ressources relatives à l'audiovisuel :   - Allociné
  - American Film Institute
  - IMDb
  - Unifrance
- Ressource relative au spectacle :   - L’Officiel des spectacles
- Ressource relative à la bande dessinée :   - BD Gest'
- Ressource relative à la musique :   - Discogs
- Notices d'autorité :   - VIAF
  - ISNI
  - BnF (données)
  - IdRef
  - LCCN
  - Espagne
  - Belgique
  - Pays-Bas